# Brezina guba
Brezina guba (brezovača; stari znanstveni naziv Piptoporus betulinus - danas Fomitopsis betulina), ljekovita je gljiva koja raste na stablima breze. Gljiva je nađena i kod ledenog čovjeka, oko 5300 godina starog smrznutog tijela pronađenog u Tirolu. Zanimljivo je i da je sušena gljiva korištena za završno brušenje sječiva britava. 

## Opis
Gljiva je po teksturi gumasta, nalik plutu kod starijih primjeraka. Svijetle je, skoro bijele boje, gornji je dio obično smećkast.

## Sastav
Gljiva sadrži triterpenske spojeve jakog protuupalnog djelovanja( Poliporenična kiselina A,   B ergosta -7,22-dien-3 (-ol, fungisterol, ergosterol, poliporenična kiselina C, agarična kiselina, dehidrotumulozična kiselina, ungalinična kiselina i tumulozična kiselina. Sadrži i 4-metilmorfolin-N-oksid,  metil sulfoksid ,topivi glukan, antibiotik piptamin kao i lanostanoide). Po snazi se djelovanje ovih spojeva može usporediti s kortizonom.

## Farmakologija
Vodeno alkoholna otopina je za 45 %  kočila rast stanica sarkoma 180 kod miševa, dok je ista otopina uz dodatak 4 % NaOH imala efektivnost do 72 %.

## Primjena u narodnoj medicini
Koristi se kao  sredstvo za jačanje, kao antiseptik, kao sredstvo protiv boli, djeluje antitumoralno, protupalno i  protuvirusno. U Bjelorusiji se koristi za snižavanje šećera u krvi. U Rusiji se koristi i kod psorijaze te za pripravu ljekovitog kvasa.

### Knjige
Hobbs, C., Medicinal mushrooms, Santa Cruz 1995. 
Filippova, I. A.,  Gribi-celiteli, Moskva 2022.

### Periodika
Bryce TA, Campbell IM, McCorkin NJ.
Metabolites of polyporaceae .I. Novel conjugates of polyporenic acid A from Piptoporus betulinus.
Tetrahedron. 1967 23(8):3427-&.
James PG, Cherniak R.
4-Methylmorpholine N-oxide-methyl sulfoxide soluble glucan of Piptoporus betulinus.
Carbohydr Res. 1990 206(1):167-72. 
Kamo T, Asanoma M, Shibata H, Hirota M.
Anti-inflammatory lanostane-type triterpene acids from Piptoporus betulinus.
J Nat Prod. 2003 66(8):1104-6.
Kandefer-Szerszen M, Karpinska T, Kawecki Z.
The influence of inhibitors of cellular synthesis and UV irradiation on interferon induction by RNA from Piptoporus betulinus.
Arch Immunol Ther Exp (Warsz). 1982 30(1-2):25-31.
Kawagishi H, Hamajima K, Inoue Y.
Novel hydroquinone as a matrix metallo-proteinase inhibitor from the mushroom, Piptoporus betulinus.
Biosci Biotechnol Biochem. 2002 66(12):2748-50.
Keller C, Maillard M, Keller J, Hostettmann K.
Screening of European fungi for antibacterial, antifungal, larvicidal, molluscicidal, antioxidant and free-radical scavenging activities and subsequent isolation of bioactive compounds.
Pharm Biol. 2002 40(7):518-25.
Peintner U, Poder R, Pumpel T.
The iceman’s fungi.
Mycol Res. 1998 102:1153-62.
Rösecke J, Pietsch M, Konig WA.
Volatile constituents of wood-rotting basidiomycetes.
Phytochem. 2000 54(8):747-50.
Schlegel B, Luhmann U, Hartl A, Grafe U.
Piptamine, a new antibiotic produced by Piptoporus betulinus Lu 9-1.
J Antibiot (Tokyo). 2000 53(9):973-4. 
Jelsma J, Kreger DR.
Observations on the cell-wall compositions of the bracket fungi Laetiporus sulphureus and Piptoporus betulinus.
Arch Microbiol. 1978 119(3):249-55.
Kandefer-Szerszen M, Kawecki Z.
Ether extracts from the fruiting body of Piptoporus betulinus as interference inducers.
Acta Microbiol Pol A. 1974 6(2):197-200. 
Kandefer-Szerszen M, Kawecki Z, Guz M.
Fungal nucleic acids as interferon inducers.
Acta Microbiol Pol. 1979 28(4):277-91.
Kawecki Z, Kaczor J, Karpinska T, Sujak I, Kandefer-Szerszen M.
Studies of RNA isolated from Piptoporus betulinus as interferon inducer.
Arch Immunol Ther Exp (Warsz). 1978 26(1-6):517-22.
Ohtsuka S, Ueno S, Yoshikumi C, Hirose F, Ohmura Y, Wada T, Fujii T, Takahashi E.
Polysaccharides having an anticarcinogenic effect and a method of producing them from species of Basidiomycetes.
UK Patent 1331513, 26 September 1973.
Wangun HV, Berg A, Hertel W, Nkengfack AE, Hertweck C.
Anti-inflammatory and anti-hyaluronate lyase activities of lanostanoids from Piptoporus betulinus.
J Antibiot (Tokyo). 2004 57(11):755-8.
Pleszczyńska, M., Lemieszek, M.K., Siwulski, M. et al. Fomitopsis betulina (formerly Piptoporus betulinus): the Iceman’s polypore fungus with modern biotechnological potential. World J Microbiol Biotechnol 33, 83 (2017). https://doi.org/10.1007/s11274-017-2247-0

## Vanjske poveznice
- Piptoporus betulinus Healing-Mushrooms.net
- Piptoporus betulinus MushroomExpert.com